# مريم الحمراني
مريم الحمراني الزياني هي لاعبة أولمبية وملاكمة تونسية وُلدت في 25 يناير 1991، ومثلت تونس في دورة الألعاب الأولمبية الصيفية 2020 في منافسات الوزن الخفيف للسيدات (57- 60 كيلوغرام).

## المشاركات والميداليات
شاركت مريم الحمراني عام 2014 في بطولة إفريقيا للملاكمة للهواة التي أقيمت في مدينة ياوندي بالكاميرون، واستطاعت إحراز الميدالية الفضية في فئة الوزن الأقل من 60 كيلوغرام، وفي عام 2019 شاركت في دورة الألعاب الإفريقية التي أقيمت في مدينة الرباط بالمغرب، ولكنها خرجت من الدور ربع النهائي البطولة بعدما هزمت من الملاكمة النيجيرية إليزابيث تيميتايو أوشوبا. تأهلت مريم الحمراني عام 2020 للمشاركة في دورة الألعاب الأولمبية الصيفية عام 2020 بعدما تمكنت من الإطاحة بالملاكمة الكونغولية تيري ناومي في منافسات البطولة الإفريقية المؤهلة للأوليمبياد، والتي أقيمت بمدينة داكار في السنغال. وفي العام التالي خرجت مريم الحوراني من منافسات الدور ثمن النهائي للوزن الخفيف في دورة الألعاب الأولمبية الصيفية عام 2020 التي أقيمت في مدينة طوكيو باليابان، ولم تنجح في التأهل للدور النهائي للبطولة بعدما تلقت هزيمة موجعة من الملاكمة الجزائرية إيمان خليف بنتيجة 5/0. وفي عام 2023، شاركت مريم الحوراني في دورة الألعاب العربية التي أقيمت في مدينة الجزائر بالجزائر، وتمكنت من إحراز الميدالية الفضية في منافسات الوزن الخفيف بعدما تعرضت لإصابة في الركبة حالت دون استكمالها للمباراة النهائية وحرمتها من حصول على الميدالية الذهبية، كما حرمتها من المشاركة في بطولة إفريقيا للملاكمة التي أقيمت في نفس العام في مدينة ياوندي بالكاميرون. ويوضح الجدول التالي أهم المُسابقات والبطولات التي شاركت فيها مريم الحمراني، وأبرز الميداليات والألقاب التي حققتها في البطولات والمسابقات المختلفة:
| العام | المسابقة                                | المكان            | المنافسات                      | الترتيب/الميدالية                |
| ----- | --------------------------------------- | ----------------- | ------------------------------ | -------------------------------- |
| 2014  | بطولة إفريقيا للهواة                    | ياوندي، الكاميرون | فئة أقل من 60 كيلوغرام للسيدات | المركز الثاني (الميدالية الفضية) |
| 2019  | دورة الألعاب الإفريقية                  | الرباط، المغرب    | فئة أقل من 60 كيلوغرام للسيدات |                                  |
| 2021  | دورة الألعاب الأولمبية الصيفية عام 2020 | طوكيو باليابان    | فئة أقل من 60 كيلوغرام للسيدات | لم تتأهل                         |
| 2023  | دورة الألعاب العربية                    | الجزائر، الجزائر  | فئة أقل من 60 كيلوغرام للسيدات | المركز الثاني (الميدالية الفضية) |